# Judith Roitman
Judith "Judy" Roitman (Nova York, 12 de novembre de 1945) és una matemàtica, professora ja retirada de la Universitat de Kansas, especialitzada en la teoria de conjunts, la topologia, l'àlgebra de Boole, i l'educació matemàtica.

## Biografia
Roitman va néixer l'any 1945 a Nova York. Va assistir a l'Oberlin College, i posteriorment al Sarah Lawrence College, on es va graduar al 1966 amb un grau en literatura en llengua anglesa. Després es va interessar en la lingüística computacional. Com que tenia poca educació matemàtica formal, Roitman va començar a assistir a classes de matemàtiques a la Universitat de Califòrnia a Berkeley i a la Universitat Estatal de San Francisco. Havia gaudit de les matemàtiques com a estudiant de secundària, i en va renovar el seu interès. L'any 1969 va iniciar el grau en matemàtiques a Berkeley. Quan estava fent el postgrau, va passar algun temps ensenyant matemàtiques a les escoles primàries com a Community Teaching Fellow. Roitman va obtenir el doctorat l'any 1974 a la Universitat de Berkeley, amb una tesi en topologia; el seu director de tesi va ser Robert M. Solovay. Va fer de professora al Wellesley College durant tres anys, a continuació, va passar un semestre al Institut d'Estudis Avançats de Princeton. Va treballar a la Universitat de Kansas fins a la seva jubilació.
Ha estat involucrada en el camp de l'educació matemàtica durant gran part de la seva carrera, també en la realització de tallers per a mestres de primària i professors de secundària i en la seva observació a l'aula. Ha animat als matemàtics i a la comunitat matemàtica en general a participar i prendre's l'educació matemàtica més seriosament. Estava en el grup d'escriptors National Council of Teachers of Mathematics que va produir Principles and Standards for School Mathematics. Consternada per la politització de l'educació matemàtica als Estats Units, Roitman ha insistit, "No hi ha guerra matemàtica".
Roitman ha estat activa a l'Association for Women in Mathematics des dels seus primers anys, i va exercir el càrrec de Presidenta durant el període 1979–1981. Ha estat Zen des del 1976, i actualment és guia del Centre Zen de Kansas, de la qual ella i el seu marit Stanley Lombardo van ser membres fundadors.
Roitman és també poeta. La seva poesia ha aparegut en diverses revistes, en set chapbooks, i en un llibre.

## Premis i honors
En 2012 es va convertir en membre de la Societat Americana de Matemàtiques.